# Henggang Shuiku
Henggang Shuiku (kinesiska: 横岗水库) är en reservoar i Kina. Den ligger i provinsen Guangdong, i den södra delen av landet, omkring 52 kilometer sydost om provinshuvudstaden Guangzhou. Henggang Shuiku ligger 16 meter över havet. Arean är 3,4 kvadratkilometer. Trakten runt Henggang Shuiku består till största delen av jordbruksmark. Den sträcker sig 2,2 kilometer i nord-sydlig riktning, och 3,1 kilometer i öst-västlig riktning.
Genomsnittlig årsnederbörd är 2 102 millimeter. Den regnigaste månaden är maj, med i genomsnitt 423 mm nederbörd, och den torraste är januari, med 26 mm nederbörd.